# Poe (cràter)
Poe és un cràter d'impacte en el planeta Mercuri de 77 km de diàmetre. Porta el nom de l'escriptor estatunidenc Edgar Allan Poe (1809-1849), i el seu nom va ser aprovat per la Unió Astronòmica Internacional el 2008.